# Stefania La Fauci
Stefania La Fauci (Roma, 7 giugno 1963) è una cantante e conduttrice televisiva italiana.

## Biografia
Nel 1988 debutta al Festival di Sanremo nella sezione Nuove Proposte con il brano Se fosse vero, composto da Marco Armani, che supera la prima eliminatoria senza arrivare alla finale.
L'anno seguente torna in gara al Festival, nella stessa sezione, con il brano Tutti i cuori sensibili, scritto da lei stessa ed Erminio Sinni, eliminato dopo il primo ascolto. Viene pubblicato il suo primo album dal titolo Corsi d'acqua.
Nel 1991 la cantante partecipa ancora al Festival di Sanremo con il brano Caramba che non arriva tra le finaliste, e non ottiene un grande successo, così come l'album omonimo.
Nel 1993 torna nuovamente al Festival come componente del gruppo musicale Schola Cantorum, partecipante nella sezione Big con il brano Sulla strada del mare, anch'esso escluso dalla finale.

## Discografia

### Album
- 1989 - Corsi d'acqua
- 1990 - Stefania La Fauci
- 1991 - Caramba

### Singoli
- 1988 - Se fosse vero
- 1989 - Tutti i cuori sensibili
- 1991 - Caramba
- 1991 - Brivido
- 2010 - Le nuvole

## Televisione
- La banda dello Zecchino (Rai 1, 1994) conduttrice
- Cercando cercando (Rai 2, 1995)   conduttrice
- Vivere il mare (Rai 3, 1995)  conduttrice
- Unomattina estate (Rai 1, 1995) inviata
- Taratatà (Rai 3, 1995) inviata
- Mezzogiorno insieme (Rai 3, 1996)   conduttrice
- Girofestival (Rai 3, 1997)  conduttrice
- Cominciamo bene (Rai 3, 1999-2001) inviata
- Unomattina (Rai 1, 2002) conduttrice
- Voyager (Rai 2, 2003)
- Successi (Rai, 2005) conduttrice